# 291847 Ladoix
291847 Ladoix è un asteroide della fascia principale. Scoperto nel 2006, presenta un'orbita caratterizzata da un semiasse maggiore pari a 2,3904032 UA e da un'eccentricità di 0,2870626, inclinata di 4,56308° rispetto all'eclittica.
L'asteroide è dedicato al comune francese di Ladoix-Serrigny.